# Зейналов, Мубариз Гасан оглы
Мубариз Гасан оглы Зейналов (18 марта 1945, Кировабад — 8 августа 2015, Баку) — советский футболист, азербайджанский тренер. Мастер спорта СССР.
Начинал играть за «Алюминиевый завод» по приглашению Аги Аббасова. С 17 лет — в составе «Динамо» Кировабад. Дебютировал в классе «Б» в 1965 году. В мае 1966 года перешёл в «Нефтяник» Баку, с которым стал бронзовым призёром чемпионата. В 1968 году получил травму колена и не смог выйти на прежний уровень. Завершил карьеру в 1973 году «Динамо» в возрасте 29 лет.
Был известным человеком в Баку, работал в ресторанном бизнесе.
В сезоне 1990/91 провёл четыре матча в чемпионате СССР по мини-футболу за «Нефтчи».
В 1992 году — тренер сборной Азербайджана. 1993 году был главным тренером «Кяпаза». В 1994—1995 — главный тренер олимпийской сборной Азербайджана. С 2011 года — тренер-селекционер «Нефтчи». С 31 марта 2015 года — член Наблюдательного совета клуба. В мае перенёс операцию на сердце, через некоторое время впал в кому. Скончался 8 августа 2015 года.